# Henuttawy C
Đối với những người có cùng tên gọi, xem Henuttawy.
Henuttawy C (hay Henettawy C), là một công nương và là một vương phi sống vào thời kỳ Vương triều thứ 21 trong lịch sử Ai Cập cổ đại.

## Thân thế
Henuttawy C là con gái của Menkheperre, một Đại tư tế của Amun đã cai trị toàn bộ Thượng Ai Cập lúc bấy giờ, và có lẽ là với Isetemkheb C (con gái của Pharaon Psusennes I). Henuttawy kết hôn với một người anh em trai là Smendes II, người sau này kế vị cha trở thành Đại tư tế của Amun cai trị Thượng Ai Cập. Cả hai có với nhau một người con gái, là Isetemkheb E, được đặt theo tên của người bà.
Smendes II còn một người vợ thứ tên là Takhentdjehuti; cả hai có với nhau một người con gái là Neskhons. Neskhons thành hôn với người chú là Đại tư tế Pinedjem II, tức em của Smendes II.
Henuttawy C được phong nhiều danh hiệu cao quý như Kỹ nữ của Amun, Người thổi sáo cho Mut, Chánh phi trong Hậu cung của Amun, Mẹ của Khonsu.

## Chứng thực
Tên của hai mẹ con Henuttawy C và Isetemkheb E được nhắc đến trên một sắc lệnh được khắc trên tường tháp môn thứ 10 ở khu đền Karnak. Nội dung của sắc lệnh đề cập đến việc phân chia di sản của Smendes II (được thừa kế từ người mẹ Isetemkheb C) cho hai người con gái là Isetemkheb E và Neskhons, trong đó phần của Isetemkheb E được giao cho Henuttawy C coi giữ. Việc phân chia được diễn ra dưới thời cai trị của Pinedjem II (anh em với cả Smendes II và Henuttawy C, và cũng là chồng của Neskhons), vào những năm thứ 5, 6 và 8 của một Pharaon không rõ tên (có lẽ là Amenemope hoặc Siamun).

## An táng
Henuttawy C qua đời khi tuổi đã cao, tầm khoảng 70 tuổi và được chôn cất trong hầm mộ MMA 60 tại Deir el-Bahari, gần đền thờ của nữ Pharaon Hatshepsut. Ngoài ra, một số thành viên trong vương thất cũng được táng tại đây, như Henuttawy B (cô của Henuttawy C), Menkheperre C (cháu gọi Đại tư tế Piankh bằng ông) và Djedmutesankh A (được cho là vợ của Đại tư tế Djedkhonsuefankh).
Hầm mộ MMA 60 đã bị trộm đột nhập từ thời cổ đại, và đã được phát hiện vào năm 1923-1924 bởi đoàn thám hiểm do Herbert E. Winlock dẫn đầu. Lớp mạ vàng trên các cỗ quan tài của những người trên đều đã bị trộm lấy đi. Xác ướp của Henuttawy C cùng 2 cỗ quan tài gỗ, những cuộn giấy cói dùng trong tang lễ và 2 rương đựng tượng shabti được tùy táng theo bà đã được đưa đến Viện bảo tàng Mỹ thuật Metropolitan. Cỗ quan tài gỗ của Henuttawy sau đó đã được giao lại cho Bảo tàng Mỹ thuật Boston.

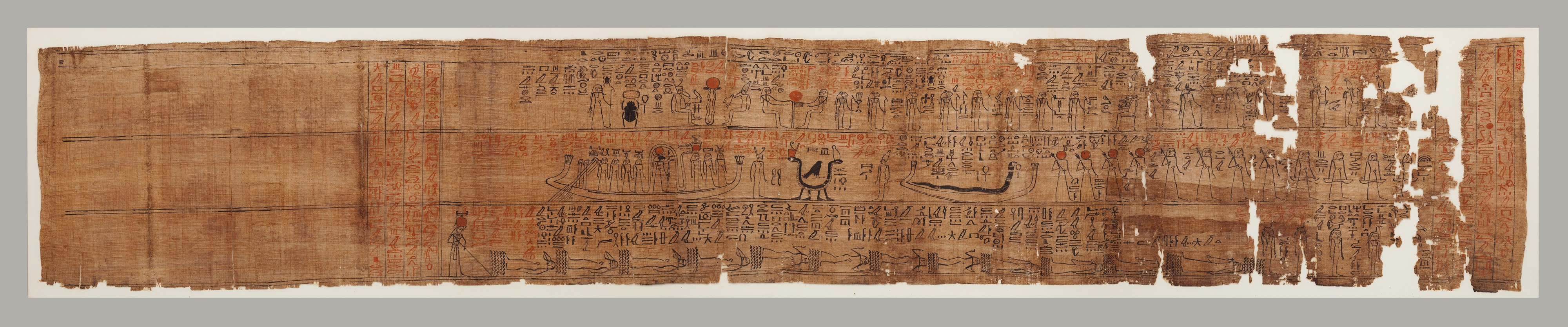
Amduat (cõi âm), một cuộn giấy cói của Henettawy C.

## Sách tham khảo
- Elena Pischikova, Julia Budka, Kenneth Griffin (2014), Thebes in the First Millennium BC, Nhà xuất bản Cambridge Scholars ISBN 978-1443859639
- Aidan Dodson (2012), Afterglow of Empire: Egypt from the Fall of the New Kingdom to the Saite Renaissance, Nhà xuất bản Đại học Oxford ISBN 978-9774165313